# Astrogramă
Astrograma este o reprezentare grafică utilizată în astrologie care marchează poziția soarelui, a lunii și a planetelor la un moment dat.
De obicei astrogramele se realizează pentru ziua și ora nașterii unei persoane, pentru a realiza ceea ce se numește „astrogramă natală”, „horoscop nativ” sau „hartă natală”
În limba română vorbită, prin astrogramă se înțelege definiția de dicționar a cuvântului horoscop, iar cuvântul „horoscop” definește previziunile astrologice (de obicei zilnice), așa cum sunt ele realizate de mass-media. Confuzia se datorează faptului că mass-media numește aceste previziuni „horoscopul zilei”.